# FEST Festival Novos Cineastas Novo Cinema
FEST Festival Novos Realizadores | Novo Cinema é um festival de cinema e evento de formação que ocorre anualmente na cidade de Espinho.
O FEST tem como objectivo "promover o trabalho de novos criadores do mundo inteiro". Paralelamente à competição de filmes, ocorre o Training Ground, um evento educacional para jovens cineastas. Os formadores são profissionais internacionais no activo.

## História
O FEST Festival Novos Realizadores | Novo Cinema, foi fundado em 2004, com o nome FEST - Festival de Cinema e Vídeo Jovem.  Nasceu da necessidade de criar um novo espaço onde os novos talentos do audiovisual se pudessem apresentar. Entre outros objectivos, salientava-se a vontade de divulgar nomes já com alguma projecção, e, ao mesmo tempo, abrir as portas para novos talentos.
Em 2005 nasceu o Encontro de Estudantes de Imagem em Movimento, que mais tarde iria dar origem ao Training Ground.
O Training ground teve o seu início oficial em 2009. Neste ano contou com a presença de Tom Stern (director de Fotografia de Clint Eastwood em obras como Gran Torino e Million Dollar Baby) e Alex Rodriguez (editor de filmes como Children of Men e Y Tu Mamá También). Esta primeira edição atraiu mais de 160 jovens de cerca de 25 países.
Em 2013 o nome do festival foi alterado para FEST Festival Novos Realizadores | Novo Cinema (FEST New Directors | New Films Festival).

## Training Ground
O Training Ground é um evento de formação que ocorre de forma paralela ao festival. Recebe anualmente formadores internacionais, relevantes nas mais variadas áreas da sétima arte e centenas de jovens cineastas que aí usufruem de uma semana de aprendizagem.
Desde o seu início em 2009, o evento teve formadores do mais alto perfil como Eduardo Serra (Duas vezes nomeado para Oscar), Tom Stern (director de fotografia de Clint Eastwood, nomeado para Óscares) , David MacMillan (vencedor de 3 Óscares), Eugenio Caballero (vencedor do Óscar de melhor direcção artística em 2006), Etgar Keret (vencedor da Câmara de Ouro em Cannes), Alex Rodriguez (editor de Children of Men e Y Tú Mamá También), Larry Smith (director de fotografia de Eyes Wide Shut), Kjartan Sveinsson (compositor e membro da banda Sigur Rós), entre muitos outros.
O programa aborda os aspectos essenciais na produção de filmes, desde a escrita do argumento, análise de um estilo específico ou disciplinas técnicas como a edição de som, direcção de fotografia.
Tem a duração de uma semana intensiva, 

## Ligações Externas
Página Oficial
Página no Facebook